# کوه گویوان
کوه گویوان (به لاتین: Mount Guiwan) یک کوه در فیلیپین است که در دره کاگایان واقع شده‌است. کوه گویوان ۱٬۹۱۵ متر بالاتر از سطح دریا واقع شده‌است.